# Arthur D. Amiotte
Arthur Douglas Amiotte (Pine Ridge, 1942) és un pintor Oglala Sioux, descendent del cap miniconjou Standing Bear. És un artista, educador i coneixedor del lakota tradicional. El 1979-1981 fou assessor presidencial en el Kennedy Center de Washington DC. Ha fet exposicions arreu del país i va il·lustrar la part dels sioux en An Illustrated History of the Arts in South Dakota (1988).